# Jean Jules
Jean Jules Sepp Mvondo (ur. 23 kwietnia 1998 w Jaunde) – kameruński piłkarz grający na pozycji defensywnego lub środkowego pomocnika w greckim klubie Aris FC.